# Catastrofina
La catastrofina o TBCEL (abreviatura de Tubulin Folding Cofactor E Like  en inglés), es una proteína asociada a los microtúbulos y cuya función es la de favorecer o inducir la despolimerización de estos.

## Características
La catastrofina se identificó en 2005, en base a la similitud de secuencia con el cofactor de tubulina E (TBCE). Las dos proteínas comparten dominios Ubiquitin-Like (UBL) y Leucine-Rich Repeat (LRR), pero la TBCEL carece de un dominio de proteína asociada al citoesqueleto rico en glicina (llamado CAP-Gly en inglés).

Se demostró que TBCEL despolimeriza los microtúbulos cuando se sobreexpresa en células cultivadas al someter la α-tubulina a la degradación proteosómica, mientras que la supresión de su actividad aumenta los niveles estables de microtúbulos.
A diferencia de lo que sucede con la catanina, quien enuclea los microtúbulos, la catastrofina produce un proceso irreversible (de ahí que su nombre provenga de "catástrofe") por medio de la separación de los trece protofilamentos  que componen un microtúbulo, impidiendo que se vuelvan a juntar y despolimerizando en microtúbulo.
En humanos, viene codificada por el gen TBCEL. Su sobreexpresión en células de la retina puede causar retinitis, a causa de despolimerización excesiva de microtúbulos y su consiguiente desorganización citoesquelética.